# Atletismo nos Jogos Pan-Americanos de 2007 - 200 m feminino
Os 200 metros rasos feminino foram um dos eventos do atletismo nos Jogos Pan-Americanos de 2007, no Rio de Janeiro. A prova foi disputada no Estádio Olímpico João Havelange nos dias 25 (preliminares e semifinais) e 27 de julho (final) com 28 velocistas de 21 países.

## Medalhistas
| Ouro   | CUB Roxana Díaz      |
| Prata  | JAM Sheri-Ann Brooks |
| Bronze | GRN Sherry Fletcher  |

## Recordes
Recordes mundiais e pan-Americanos antes da disputa dos Jogos Pan-Americanos de 2007.
| Tipo                             | Atleta                   | Tempo   | Local    | Data                   |
| -------------------------------- | ------------------------ | ------- | -------- | ---------------------- |
|                                  | Florence Griffith-Joyner | 21.34 s | Seul     | 29 de setembro de 1988 |
| Recorde dos Jogos Pan-Americanos | Evelyn Ashford           | 22.45 s | San Juan | 9 de julho de 1979     |

## Resultados
- Q: classificação por tempos na série.
- q: classificação por melhores tempos no geral.
- DNS: não competiu na prova.

### Primeira rodada
A primeira rodada foi disputada em 25 de julho.
| Série 1 | Série 1 | Série 1                | Série 1               | Série 1 | Série 1 |
| Result. | Result. | Atleta                 | País                  | Tempo   | Qual.   |
| Pos.    | Geral   | Atleta                 | País                  | Tempo   | Qual.   |
| ------- | ------- | ---------------------- | --------------------- | ------- | ------- |
| 1       | 1       | Felipa Alicia Palacios | COL Colômbia          | 23.11 s | Q       |
| 2       | 2       | Sherry Fletcher        | GRN Granada           | 23.14 s | Q       |
| 3       | 3       | Aleen Bailey           | JAM Jamaica           | 23.15 s | Q       |
| 4       | 16      | Reyare Thomas          | TRI Trinidad e Tobago | 24.10 s |         |
| 5       | 22      | Kirsten Nieuwendam     | SUR Suriname          | 25.02 s |         |
| —       | —       | Jade Bailey            | BAR Barbados          | DNS     |         |
| —       | —       | Ginou Etienne          | HAI Haiti             | DNS     |         |

| Série 2 | Série 2 | Série 2           | Série 2                      | Série 2 | Série 2 |
| Result. | Result. | Atleta            | País                         | Tempo   | Qual.   |
| Pos.    | Geral   | Atleta            | País                         | Tempo   | Qual.   |
| ------- | ------- | ----------------- | ---------------------------- | ------- | ------- |
| 1       | 4       | Virgil Hodge      | SKN São Cristóvão e Neves    | 23.16 s | Q       |
| 2       | 6       | Sheri-Ann Brooks  | JAM Jamaica                  | 23.33 s | Q       |
| 3       | 7       | Latonia Wilson    | USA Estados Unidos           | 23.39 s | Q       |
| 4       | 10      | Shaniqua Ferguson | BAH Bahamas                  | 23.68 s | q       |
| 5       | 14      | Darlenys Obregon  | COL Colômbia                 | 23.96 s | q       |
| 6       | 19      | Valma Bass        | ISV Ilhas Virgens Americanas | 24.48 s |         |
| —       | —       | Carol Rodríguez   | PUR Porto Rico               | DNS     |         |

| Série 3 | Série 3 | Série 3                 | Série 3                  | Série 3 | Série 3 |
| Result. | Result. | Atleta                  | País                     | Tempo   | Qual.   |
| Pos.    | Geral   | Atleta                  | País                     | Tempo   | Qual.   |
| ------- | ------- | ----------------------- | ------------------------ | ------- | ------- |
| 1       | 8       | Shareese Woods          | USA Estados Unidos       | 23.44 s | Q       |
| 2       | 11      | Aymee Martínez          | CUB Cuba                 | 23.75 s | Q       |
| 3       | 15      | Lucimar Moura           | BRA Brasil               | 23.97 s | Q       |
| 4       | 16      | Marleny Mejía           | DOM República Dominicana | 24.10 s | q       |
| 5       | 20      | Shakera Reece           | BAR Barbados             | 24.69 s |         |
| 6       | 21      | María Fernanda Mackenna | CHI Chile                | 24.97 s |         |
| —       | —       | Zudykey Rodríguez       | MEX México               | DNS     |         |

| Série 4 | Série 4 | Série 4            | Série 4               | Série 4 | Série 4 |
| Result. | Result. | Atleta             | País                  | Tempo   | Qual.   |
| Pos.    | Geral   | Atleta             | País                  | Tempo   | Qual.   |
| ------- | ------- | ------------------ | --------------------- | ------- | ------- |
| 1       | 5       | Roxana Díaz        | CUB Cuba              | 23.32 s | Q       |
| 2       | 9       | Adrienne Power     | CAN Canadá            | 23.64 s | Q       |
| 3       | 12      | Nandelle Cameron   | TRI Trinidad e Tobago | 23.78 s | q       |
| 4       | 12      | Thaissa Presti     | BRA Brasil            | 23.78 s | q       |
| 3       | 18      | Erika Chavez       | ECU Equador           | 24.47 s |         |
| 6       | 23      | Kaina Martínez     | BIZ Belize            | 25.66 s |         |
| —       | —       | Cydonie Mothersill | CAY Ilhas Cayman      | DNS     |         |

### Semifinal
A semifinal foi disputada em 25 de julho.
| Semifinal 1 | Semifinal 1 | Semifinal 1            | Semifinal 1              | Semifinal 1 | Semifinal 1 |
| Result.     | Result.     | Atleta                 | País                     | Tempo       | Qual.       |
| Pos.        | Geral       | Atleta                 | País                     | Tempo       | Qual.       |
| ----------- | ----------- | ---------------------- | ------------------------ | ----------- | ----------- |
| 1           | 1           | Sherry Fletcher        | GRN Granada              | 22.86 s     | Q           |
| 2           | 5           | Felipa Alicia Palacios | COL Colômbia             | 23.03 s     | Q           |
| 3           | 6           | Shareese Woods         | USA Estados Unidos       | 23.11 s     | Q           |
| 4           | 7           | Aleen Bailey           | JAM Jamaica              | 23.13 s     | Q           |
| 5           | 9           | Aymee Martínez         | CUB Cuba                 | 23.37 s     |             |
| 6           | 13          | Nandelle Cameron       | TRI Trinidad e Tobago    | 23.76 s     |             |
| 7           | 13          | Thaissa Presti         | BRA Brasil               | 23.76 s     |             |
| 8           | 16          | Marleny Mejía          | DOM República Dominicana | 24.26 s     |             |

| Semifinal 2 | Semifinal 2 | Semifinal 2       | Semifinal 2               | Semifinal 2 | Semifinal 2 |
| Result.     | Result.     | Atleta            | País                      | Tempo       | Qual.       |
| Pos.        | Geral       | Atleta            | País                      | Tempo       | Qual.       |
| ----------- | ----------- | ----------------- | ------------------------- | ----------- | ----------- |
| 1           | 2           | Roxana Díaz       | CUB Cuba                  | 22.90 s     | Q           |
| 2           | 3           | Virgil Hodge      | SKN São Cristóvão e Neves | 22.93 s     | Q           |
| 3           | 4           | Sheri-Ann Brooks  | JAM Jamaica               | 22.94 s     | Q           |
| 4           | 8           | Latonia Wilson    | USA Estados Unidos        | 23.26 s     | Q           |
| 5           | 10          | Adrienne Power    | CAN Canadá                | 23.51 s     |             |
| 6           | 11          | Shaniqua Ferguson | BAH Bahamas               | 23.70 s     |             |
| 7           | 12          | Lucimar Moura     | BRA Brasil                | 23.73 s     |             |
| 8           | 13          | Darlenys Obregon  | COL Colômbia              | 23.76 s     |             |

### Final
A final dos 200 metros rasos feminino foi disputada em 27 de julho as 19:20 (UTC-3).
| Pos.              | Atleta                 | País                      | Tempo   |
| ----------------- | ---------------------- | ------------------------- | ------- |
| Medalha de ouro   | Roxana Díaz            | CUB Cuba                  | 22.90 s |
| Medalha de prata  | Sheri-Ann Brooks       | JAM Jamaica               | 22.92 s |
| Medalha de bronze | Sherry Fletcher        | GRN Granada               | 22.96 s |
| 4                 | Virgil Hodge           | SKN São Cristóvão e Neves | 23.05 s |
| 5                 | Aleen Bailey           | JAM Jamaica               | 23.09 s |
| 6                 | Felipa Alicia Palacios | COL Colômbia              | 23.34 s |
| 7                 | Shareese Woods         | USA Estados Unidos        | 23.34 s |
| 8                 | Latonia Wilson         | USA Estados Unidos        | 23.50 s |